# Provincia di Chiquitos
Chiquitos è una provincia del dipartimento boliviano di Santa Cruz ed il suo capoluogo è San José de Chiquitos.

## Storia
Venne creata assieme al dipartimento e comprendeva, fino al penultimo decennio del XIX secolo, le province di José Miguel de Velasco, Ñuflo de Chávez, Ángel Sandoval, Germán Busch e Guarayos, con le quali formava la Gran Chiquitania. Deve il suo nome alle tribù dei Chiquitos, anche detti Chiquitanos, abitanti originari di questo territorio.
Il termine chiquitos in spagnolo significa piccoli e venne coniato dai Conquistadores spagnoli quando essi trovarono le piccole porte delle capanne degli Indios. Tutt'oggi vivono ancora in questa regione circa 20 gruppi etnici diversi.
I luoghi più famosi della provincia di Chiquitos sono rappresentati dagli insediamenti gesuiti e francescani del XVIII secolo, sparsi per la regione. Si tratta di villaggi utopici, basati sugli insegnamenti del Catechismo e su attività come la musica barocca, l'artigianato e l'agricoltura. Ciò che resta di quegli insediamenti (San Francisco Javier, Concepción, Santa Ana, San Miguel, San Rafael e San José) è stato inserito nell'elenco dei Patrimoni dell'umanità dell'UNESCO.

## Geografia fisica
Il territorio è in parte pianeggiante e in parte leggermente ondulato. Viene attraversato dal fiume Paraguay.

## Geografia antropica

### Suddivisioni amministrative
La provincia è suddivisa in 3 comuni:
- Pailón
- Roboré
- San José de Chiquitos